# فوفلاوات
فوفلاوات (الاسم العلمي: Arecoideae) هي أسرة نباتية تتبع فصيلة الفوفلية من رتبة الفوفليات.

## قبائل
- فوفلاوية

## أجناس
- فوفل